# Rushville (Ohio)
Rushville – wieś w Stanach Zjednoczonych, w stanie Ohio, w hrabstwie Fairfield.